# Clessé (Saône-et-Loire)
Clessé ist eine französische Gemeinde mit 834 Einwohnern (Stand: 1. Januar 2022) im Département Saône-et-Loire in der Region Bourgogne-Franche-Comté. Sie gehört zum Arrondissement Mâcon und zum Kanton Hurigny (bis 2015: Kanton Lugny). Die Einwohner werden Clesséens genannt.

## Geographie
Clessé liegt etwa zwölf Kilometer nördlich vom Stadtzentrum von Mâcon in der Mâconnais im Weinbaugebiet Bourgogne. Umgeben wird Clessé von den Nachbargemeinden Péronne im Norden und Nordwesten, Viré im Norden und Nordosten, Saint-Albain im Osten, La Salle im Osten und Südosten, Charbonnières im Süden und Südosten, Laizé im Süden sowie Saint-Maurice-de-Satonnay im Westen.

## Bevölkerungsentwicklung
| Jahr                      | 1962 | 1968 | 1975 | 1982 | 1990 | 1999 | 2006 | 2013 |
| ------------------------- | ---- | ---- | ---- | ---- | ---- | ---- | ---- | ---- |
| Einwohner                 | 462  | 410  | 443  | 625  | 671  | 700  | 808  | 819  |
| Quelle: Cassini und INSEE |      |      |      |      |      |      |      |      |

## Sehenswürdigkeiten

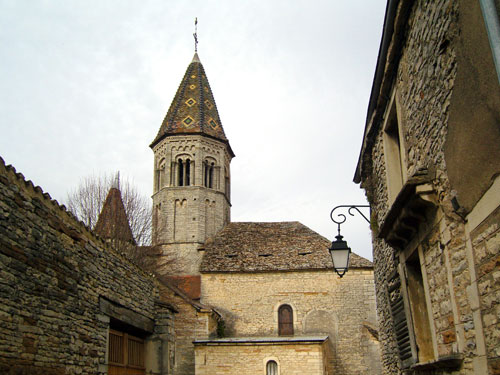
Kirche Notre-Dame
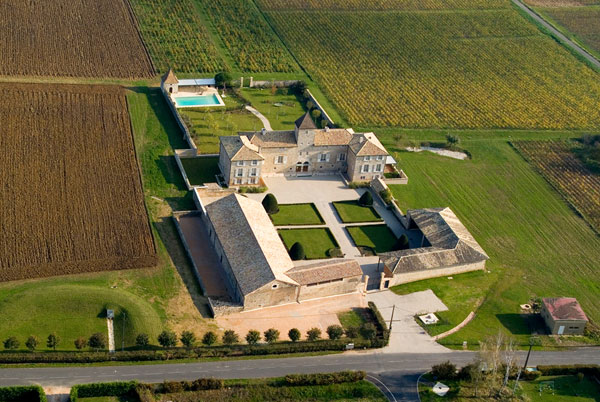
Schloss Besseuil, 1646 erbaut, 1737 wieder errichtet
- Schloss Vaux-sur-Aine

- Kirche Notre-Dame
- Schloss Besseuil